# Resultaträkning
En resultaträkning är en sammanställning av resultatkonton i bokföring. Resultaträkningen visar en verksamhets intäkter (exempelvis omsättning) och kostnader och ger som saldo periodens resultat (vinst eller förlust).
I resultaträkningen redovisas samtliga intäkter och kostnader under räkenskapsåret. Resultaträkningen och den så kallade balansräkningen utgör delar av årsredovisningen och måste presenteras efter en viss så kallad uppställningsform för överskådlighetens skull. Uppställningsformen bestämmer bland annat i vilken ordning posterna i balans- och resultaträkningen skall hamna. Om företaget tidigare har lämnat in en årsredovisning skall varje post i balans- och resultaträkningen jämföras med motsvarande belopp för tidigare år genom så kallade jämförelsetal.

## Ekonomisk berättelse
I en förening presenterar revisorerna den så kallade "ekonomiska berättelsen" vid årsmötet, vilket motsvarar ett vanligt bokslut. En ekonomisk berättelse innehåller både resultaträkning och balansräkning för det gångna verksamhetsåret. 

## Resultaträkningens poster
En resultaträkning kan exempelvis innehålla följande poster:
- Omsättning
- Personalkostnader
- Avskrivningar
- Övriga rörelsekostnader
- Rörelseresultat
  - Ränteintäkter och räntekostnader
  - Övriga finansiella poster
- Resultat efter finansiella poster
  - Skatter
- Resultat